# 久田典子
久田 典子（ひさだ のりこ、1963年3月10日 - ）は、日本の現代音楽の作曲家。

## 略歴
東京音楽大学作曲科を卒業、同研究科修了。三枝成彰、湯浅譲二に師事。日本音楽コンクール第三位、ヴァレンティーノ・ブッキ国際作曲コンクール第一位、第五回カジミェシュ・セロツキ国際作曲コンクールメック出版社特別賞（第二位相当）、ISCM（国際現代音楽協会）音楽祭＜世界音楽の日々＞入選など、国内外の主要なコンクールに多数入賞・入選を果たした。現在は母校の東京音楽大学および付属高等学校で講師を務める。

## 作風
本人は自らの作風について「全ての音に必然性を持たせる」と語る。代表作となった五人の奏者の為の「Prognostication(1987/1990)」のように、作品は緊張力に富んだ硬派の楽器法をみせている。近年の作品では「Prime Alpha(2001)」のように耳に受け入れられやすい響きに傾斜しているが、基本姿勢は変わっていない。作品はいくつかがリコルディ・ベルリンから出版されている。2006年には初のソロアルバムがhathutからリリースされた。2017年に2枚目のアルバム『黄色いレンガに導かれて』を発売。